# Jacobapolder
De Jacobapolder was een polder en een waterschap in de gemeente Wissenkerke op Noord-Beveland, in de Nederlandse provincie Zeeland.
In 1711 kreeg Mr. Huybertus Stoutenburg, ambachtsheer van Campens-Nieuwland het octrooi voor de bedijking van enkele schorren. In 1713 was de bedijking een feit. De polder werd genoemd naar de dochter van Maria van Reigersberg, weduwe van Johan Pieter van de Brande, die de grootste investeerder in de polder was.
Op 16 juni 1917 werd de polder calamiteus verklaard en werd de waterkering overgedragen aan het waterschap Waterkering Onrustpolder, Jacobapolder en Anna-Frisopolder.
Sedert de oprichting van het afwateringswaterschap Heer Jansz. c.a. in Noord-Beveland in 1879 was de polder hierbij aangesloten.
In 1808 overstroomde de polder.